# Паси
Вижте пояснителната страница за други значения на Паси.
Пасѝ (на френски: Passy) е град в югоизточна Франция, част от департамента От Савоа в регион Оверн-Рона-Алпи. Населението му е около 11 000 души (2019).
Разположен е на 532 метра надморска височина в Долината на Арв, на 14 километра северозападно от границата с Италия и на 44 километра източно от Анси. Селището съществува от Античността, а в началото на XX век в него са изградени санаториуми за лечение на туберкулоза. Заедно със съседния Саланш Паси е център на малка агломерация от 12 селища.

## Известни личности
Починали в Паси
- Мария Кюри (1867 – 1934), физичка и химичка
- Какуца Чолокашвили (1888 – 1930), грузински офицер